# Новопашин, Виталий Николаевич
Вита́лий Никола́евич Новопа́шин (28 сентября 1978, Усть-Каменогорск, Казахская ССР) — казахстанский и российский хоккеист, защитник. В настоящее время является свободным агентом.
Воспитанник усть-каменогорского хоккея, тренер Анатолий Мелихов.
Чемпион зимних Азиатских игр 1999 и 2011 гг.
Обладатель приза «Джентльмен на льду» сезона КХЛ 2010/2011.